# Сборная Хорватии по футболу
Сбо́рная Хорва́тии по футбо́лу (хорв. Hrvatska nogometna reprezentacija) представляет Хорватию в международных матчах. Управляющая организация — Хорватский футбольный союз. Команда существует с 1990 года и была признана ФИФА и УЕФА летом 1992 года, через год после получения Хорватией независимости от Югославии.
Сборная провела свои первые официальные матчи в отборочном раунде к чемпионату Европы 1996 года, по результатам которого команда вышла в финальную часть, чтобы впервые принять участие в главном международном турнире континента. Лучшим в истории команды стал чемпионат мира 2018 года, когда сборная Хорватии стала финалистом, а лучшим игроком турнира был признан капитан сборной Лука Модрич. До этого Хорватия стала бронзовым призёром чемпионата мира 1998 года, а её игрок Давор Шукер стал лучшим бомбардиром турнира.
Сборная Хорватии дважды, в 1994 и 1998 годах, признавалась ФИФА командой, добившейся наибольшего прогресса в рейтинге сборных по итогам года, а также занимала в нём места с 125-го по 3-е, что составляет наибольшую разницу между занимаемыми местами в рейтинге ФИФА среди всех сборных команд. В отборочных турнирах чемпионатов мира 2002 и 2006 годов хорваты выходили в финальную часть, не потерпев ни одного поражения в отборочных матчах.
По состоянию на 18 июля 2024 года сборная в рейтинге ФИФА занимает 12-е место.

## История

### Первые шаги футбола в Хорватии
В Хорватии футбол появился в конце XIX века. Первые хорватские клубы — «ПНиСК» (хорв. PNiSK (Prvi Nogometni i Sportski Klub), Первый футбольный и спортивный клуб) и «ХАШК» (хорв. HAŠK (Hrvatski Akademski Športski Klub), Хорватский академический спортивный клуб) — были основаны в 1903 году. Оба клуба располагались в хорватской столице Загребе. Тремя годами позднее именно эти команды провели между собой первый отражённый в официальных документах футбольный матч в Хорватии. Встреча закончилась вничью — 1:1. Интерес к футболу постепенно возрастал. Вскоре появились другие клубы, например «Славия» (Трсат, 1905), «Конкордия» (Загреб, 1906), «Сегеста» (Сисак, 1907), «Кроация» (Загреб, 1907), «Хайдук» (Сплит, 1911) и «Граджянски» (Загреб, 1911)
Национальная сборная команда дебютировала на международной арене, пока неофициально, в 1907 году двумя матчами с чешским клубом «Славия» из Праги. На тот момент территория Хорватии входила в состав Австро-Венгрии, но в спортивных состязаниях, составлявшие империю, народы были представлены отдельно. Пять лет спустя, в 1912 году, был основан Хорватский футбольный союз, который в том же году организовал проведение первого розыгрыша национальной лиги. Первым чемпионом страны стал клуб «ХАШК» (Загреб).
По окончании Первой мировой войны, после присоединения Хорватии к Королевству сербов, хорватов и словенцев (с 1929 года — Королевство Югославия), был создан Футбольный союз Югославии, который стал главным футбольным органом управления для всех трёх национальных команд. Президентом союза стал хорват, бывший президент «ХАШКа» Хинко Вюрт. В первом розыгрыше чемпионата Югославии (1923) победил хорватский клуб «Граджянски» из Загреба, который впоследствии становился чемпионом ещё четырежды (в 1926, 1928, 1937 и 1940). Кроме этого, чемпионат страны выигрывали «Хайдук» из Сплит (1927 и 1929), а также загребские «Конкордия» (1930 и 1932) и «ХАШК» (1938). Команды из Хорватии выступали в чемпионате Югославии до 1940 года.

### Футбол на фоне военных действий (1940—1944)
В 1941 году фашистские формирования усташей под руководством Анте Павелича захватили власть в Хорватии и провозгласили независимость. Созданное ими Независимое государство Хорватия, союзник нацистской Германии, просуществовало до мая 1945 года, когда оно было ликвидировано частями югославской армии.
Хорватский футбольный союз был воссоздан ещё в 1939 году ввиду образования автономной Хорватской Бановины. В эти же годы стала проводить свои игры и сборная Хорватии. Её соперниками были, как правило, национальные команды стран, находившихся под контролем Третьего рейха, либо же государств, соблюдавших нейтралитет. Дебютировала хорватская сборная 2 апреля 1940 года в матче со сборной Швейцарии в Загребе, также в 1940 году команда провела ещё три встречи. 17 июля 1941 года Хорватия была принята в ФИФА. С 1940 по 1944 год сборная провела в общей сложности 19 матчей, в которых 9 раз одерживала победы, 4 раза играла вничью и потерпела 6 поражений. Дважды команда крупно проигрывала сборной Германии (оба раза со счётом 1:5) и один раз команде Италии (0:4). Самые крупные победы были одержаны над сборными Болгарии (6:0) и Словакии (6:1 и 7:3)
В эти годы для клубных команд государств, дружественных странам Оси, был организован так называемый «Европейский футбольный Кубок». В 1944 году в его финале играл хорватский клуб «Граджянски» Загреб, который в этом важнейшем матче проиграл венгерскому «Надьваради» (ныне ФК «Бихор» Орадя, Румыния) со счётом 0:4. «Граджянски» пользовался расположением фактического хорватского правителя Анте Павелича, а некоторые футболисты этого клуба, например Иван Хитрец и Звонимир Цимерманчич, были активными пособниками режима. Центром сопротивления стал сплитский «Хайдук», болельщики которого при каждом удобном случае переправлялись из города на занятый британскими войсками остров Вис.
В 1945 году, когда югославские партизаны освободили Хорватию из-под немецкой оккупации, большинство футбольных клубов было распущено, а их архивы — уничтожены.

### В составе Югославии (1945—1990)
После Второй мировой войны Хорватия была включена в качестве субъекта федерации в Социалистическую Федеративную Республику Югославию. Хорватские футболисты с 1945 по 1990 год выступали в составе сборной Югославии.
В Загребе, вскоре после войны, из игроков ХАШКа, «Граджянски» и «Конкордии» был сформирован новый клуб — «Динамо», которое до 1991 года смогло трижды выиграть чемпионат Югославии (1948, 1954 и 1958). В 1960-х годах «Динамо» представляло собой реальную силу в футболе не только на Балканах, но и во всей Европе. В 1963 году коллектив под руководством Милана Антолковича дошёл до финала Кубка Ярмарок, в котором уступил испанской «Валенсии» в двухматчевом поединке (1:2 и 0:2). Четыре года спустя команда, которую тренировали сначала Бранко Зебец, будущий наставник «Баварии» и «Гамбурга» (с обоими выигрывал титул чемпиона Германии), а после Иван Хорват, выиграла Кубок Ярмарок, победив в двухматчевом поединке английский «Лидс Юнайтед» (2:0 и 0:0). Кроме «Динамо», титул чемпиона Югославии также завоёвывал «Хайдук» Сплит (1950, 1952, 1955, 1971, 1974, 1975 и 1979).
Несколько хорватских футболистов вызывались в состав сборной Югославии, которая завоевала в 1960 году золотые медали Олимпиады и трижды играла в финальных турнирах чемпионатов мира. В 1962 году одним из пяти лучших бомбардиров чемпионата мира стал хорват Дражан Еркович.
Сборной команде Хорватии за эти сорок пять лет было разрешено провести всего один матч: в сентябре 1956 года, в период «оттепели» в странах соцлагеря, хорваты со счётом 5:2 обыграли сборную Индонезии.

### Современная история
Хорватия неофициально дебютировала на международной арене 17 октября 1990 года против сборной США на стадионе «Максимир», выиграв со счётом 2:1. Специально к этому матчу были разработаны и изготовлены футболки в шахматную клетку, дизайн которых вызвал удивление у капитана команды Златко Кранчара и других игроков команды. Временный тренер Дражан Еркович возглавлял де-факто национальную команду до её официального повторного вступления в ФИФА 3 июля 1992 года, выиграв ещё две товарищеские игры против Румынии (2:0 дома) в декабре 1990 года и Словении в июне 1991 года (1:0 в гостях).
После принятия в ФИФА управление командой было доверено Станко Поклеповичу, который возглавлял её в выставочном турне по Австралии в июле 1992 года (два поражения и нулевая ничья) и победной игре против сборной Мексики, в 1993 году его сменил Влатко Маркович. Хорватия была принята в УЕФА в июне 1993 года, пропустив возможность участвовать в отборе на чемпионат мира 1994 года, стартовавший тремя месяцами ранее. После победы в товарищеском матче против Украины в июне 1993 года Марковича в марте 1994 года сменил Мирослав Блажевич, ставший на долгие годы рулевым сборной.
Первым крупным турниром, в котором приняла участие сборная Хорватии, был чемпионат Европы по футболу 1996 года. Хорватия попала в финальную часть из 4-й отборочной группы, заняв в ней первое место и набрав 23 очка (7 побед, 2 ничьи и 1 поражение). Далее в финальной части чемпионата сборная заняла в группе D второе место и, с 2 победами и 1 поражением от Португалии, прошла в четвертьфинал. В четвертьфинале хорватская команда проиграла сборной Германии 1:2.
Следующим значительным шагом сборной было выступление на чемпионате мира 1998 года. В отборочном турнире команда заняла второе место вслед за сборной Дании и в стыковых матчах за выход в финальную часть турнира сразилась со сборной Украины. Домашний матч хорваты выиграли 2:0, а в Киеве смогли добиться устроившего их ничейного результата — 1:1. На групповом этапе финальной части чемпионата мира Хорватия заняла второе место в группе H, пропустив вперёд сборную Аргентины и опередив новичков турнира — команды Японии и Ямайки. В 1/8 финала сборная Хорватии обыграла Румынию со счётом 1:0, с пенальти отличился Давор Шукер. В четвертьфинале хорваты сумели одержать крупную победу над сборной Германии, которая пропустила в свои ворота три безответных мяча. В полуфинале хорваты уступили будущим чемпионам мира, французам (1:2), выигрывая по ходу матча после очередного гола Шукера. Утешением дебютантам чемпионатов мира стало третье место, выигранное у голландцев с результатом 2:1. Нападающий хорватов, Давор Шукер, стал с шестью забитыми мячами лучшим снайпером этого турнира.
После такого успеха выступление в отборочном турнире чемпионата Европы 2000 года оказалось для хорватской сборной разочаровывающим. В отборочной группе команда заняла лишь третье место, уступив сборным Ирландии и Югославии. Пришедший в 2000 году на смену Мирославу Блажевичу на посту главного тренера сборной Мирко Йозич сумел справиться с наступившей в команде сменой поколений. Отборочный турнир к чемпионату мира 2002 года был выигран с первого места в группе, в ней хорваты опередили сборные Бельгии и Шотландии. Однако в финальном турнире, проходившем в Японии и Корее, хорватская команда не смогла даже выйти из группы. В этом ей не помогла даже одержанная победа над Италией (2:1) — в заключительном матче в группе хорваты проиграли сборной Эквадора (0:1) и остались лишь третьими, пропустив вперёд итальянцев и сборную Мексики. В промежуток между 17 октября 1990 года и 7 июня 2006 года сборная Хорватии сыграла 145 международных матчей со следующими результатами: 72 победы, 43 ничьи и 30 поражений. Сборная команда признавалась ФИФА «Прорывом года» в 1994 и 1998 годах.
На Евро-2004 Хорватия отобралась через сито стыковых матчей, победив словенцев по итогам двухматчевого противостояния, а затем попала прямо в группу B к англичанам, французам (действовавшие чемпионы Европы) и швейцарцам. Итог выступления неоднозначный: ничьи со Швейцарией 0:0 и Францией 2:2 (Милан Рапаич реализовал пенальти, отличился также Дадо Пршо, а Игор Тудор срезал мяч в свои ворота) и поражение от англичан 2:4 (голы забили Нико Ковач и Игор Тудор). На чемпионате мира 2006 хорваты закончили турнир точно с таким же положением: проигрыш бразильцам 0:1 и ничьи с японцами (0:0) и австралийцами (2:2). Единственные голы хорватов забили Дарио Срна и Нико Ковач, причём ничья в матче с австралийцами стоила хорватам выхода из группы.
Евро-2008 стал ещё одним относительно удачным турниром для хорватов: в отборочном турнире (особенно для российских болельщиков) они запомнились тем, что в буквальном смысле «вытащили» сборную России на тот чемпионат, обыграв в последнем туре англичан со счётом 3:2 и не пустив родоначальников футбола на чемпионат Европы. В групповом этапе хорваты взяли верх над Австрией (1:0, единственный гол был забит с пенальти), Германией (2:1, в составе немцев удалён Швайнштайгер) и Польшей (1:0), выйдя с первого места в плей-офф. В четвертьфинале против Турции счёт не был открыт в основное время, а в дополнительное время на 119-й минуте Иван Класнич всё-таки поразил ворота турок. Но когда до конца игры оставались считанные секунды, Семих Шентюрк неожиданно сравнял счёт и деморализовал хорватов — в серии пенальти турки вырвали победу и вышли в полуфинал Евро.
Чемпионат мира 2010 хорваты пропустили — англичане дважды взяли реванш за поражение на «Уэмбли» осенью 2007 года (причём 10 сентября 2008 г. сборная Хорватии в первый раз проиграла на стадионе «Максимир» официальный матч со счётом 1:4), а вторую строчку хорваты уступили Украине, с которой дважды сыграли вничью. Зато на Евро-2012 хорваты вышли со второго места — в группе они пропустили вперёд греков, а в стыковых матчах отомстили Турции за проигрыш в четвертьфинале Евро-2008 — общая победа 3:0 по сумме двух матчей (ответная игра завершилась нулевой ничьей). В финальной части Евро-2012 Хорватия обыграла Ирландию (3:1), сыграла вничью с Италией (1:1) и проиграла будущим чемпионам испанцам (0:1) и заняла третье место в группе.
В борьбе за путёвку на чемпионат мира 2014 хорваты сыграли с командами Сербии, Бельгии, Шотландии, Македонии и Уэльса. По ходу отборочного турнира сборная Хорватии дважды проиграла домашние матчи на «Максимире» (7 июня 2013 г. 0:1 Шотландии и 11 октября 2013 г. 1:2 Бельгии), чего с ней ещё не случалось ни разу. Сборная вышла в стыковые матчи, одолела по сумме двух матчей команду Исландии с общим счётом 2:0 и в четвёртый раз в собственной истории отправилась на чемпионат мира. На нём они попали в группу А с Бразилией, Мексикой и Камеруном. В первом матче с Бразилией хорваты вели со счётом 1:0 благодаря автоголу Марсело, но потом пропустили 3 гола и проиграли. Во втором матче хорваты выступили гораздо лучше и разгромили Камерун со счётом 4:0. Чтобы выйти из группы, нужно было обыгрывать мексиканцев, но Хорваты уже к 82 минуте уступали 0:3 и лишь на 87-й минуте Перишич забил гол престижа.
В квалификации к Евро-2016 в последнем туре группового отбора хорваты и норвежцы спорили за второе место в группе. Хорватия победила Мальту 1:0, а Норвегия проиграла Италии 1:2, и «шашечные» вышли на континентальное первенство во Франции напрямую. В финальной части турнира сборная Хорватии победила Турцию 1:0, в этом матче отличился Лука Модрич, поразив ворота соперника с дальней дистанции. После этого команда сыграла вничью с Чехией 2:2 и обыграла действующих чемпионов Европы испанцев 2:1. В итоге хорваты заняли первое место в своей группе, после чего в 1/8 финала проиграли в дополнительное время будущему чемпиону Европы сборной Португалии со счётом 0:1.
Жеребьёвка отборочного турнира чемпионата мира 2018 поместила сборную Хорватии в достаточно лёгкую группу с командами Исландии, Украины, Турции, Финляндии и Косова. Однако потери очков (2 выездных поражения от Исландии и Турции с одинаковым счётом 1:0 и 2 домашних ничьи с Турцией и Финляндией с одинаковым счётом 1:1) привели к тому, что «шашечные» заняли второе место в группе, и за путёвку на мировое первенство им пришлось бороться в стыковых матчах, в которых хорваты одолели сборную Греции (4:1 дома и 0:0 на выезде) и уехали на мундиаль.
На чемпионате мира по футболу 2018 Хорватия оказалась в группе D с Нигерией, Исландией и Аргентиной. Она одолела сборную Нигерии со счётом 2:0 и сборную Аргентины со счётом 3:0. Благодаря этому она прошла в плей-офф на мундиале. 26 июня сборная победила сборную Исландии со счётом 2:1. В группе D сборная Хорватии заняла 1-е место. В 1/8 финала хорваты обыграли сборную Дании со счётом 1:1 (3:2 по пенальти). В 1/4 финала Хорватия обыграла сборную России со счётом 2:2 (4:3 по пенальти). В 1/2 финала сборная Хорватии одержала победу над сборной Англии в дополнительное время (2:1), выйдя в финал чемпионата мира впервые в истории. В финале хорваты уступили сборной Франции со счётом 2:4 и стали серебряными призёрами турнира.
На чемпионате мира 2022 в Катаре сборная Хорватии по футболу вышла в 1/8 финала со второго места в группе F, в которой также принимали участие сборная Бельгии, сборная Марокко и сборная Канады. Там им встретилась сборная Японии, которую они обыграли со счётом 1:1 (3:1 по пенальти). В 1/4 финала обыграли сборную Бразилии со счётом 1:1 (4:2 по пенальти). В полуфинале были разгромлены будущими чемпионами мира аргентинцами со счётом 3:0. После победы над сборной Марокко (2:1) хорваты во второй раз в своей истории заняли третье место на чемпионате мира.
Сборная Хорватии вышла в финальную стадию Лиги Наций УЕФА 2022/23 с первого места группы со сборными Дании, Франции и Австрии. В полуфинале они обыграли сборную Нидерландов со счётом 4:2 и вышли в финал, где их соперником стала сборная Испании. В основное и дополнительное время голов забито не было, а в серии пенальти хорваты проиграли со счётом 4:5, тем самым став серебряными призёрами турнира.

## Статистика выступлений на международных турнирах

### Чемпионаты мира
| Финальные турниры | Финальные турниры      | Финальные турниры      | Финальные турниры      | Финальные турниры      | Финальные турниры      | Финальные турниры      | Финальные турниры      | Финальные турниры      | Финальные турниры      |               | Отборочные турниры | Отборочные турниры | Отборочные турниры | Отборочные турниры | Отборочные турниры | Отборочные турниры | Отборочные турниры |
| Год               | Результат              | Место                  | И                      | В                      | Н                      | П                      | ГЗ                     | ГП                     | Составы                | Место         | И                  | В                  | Н                  | П                  | ГЗ                 | ГП                 |                    |
| ----------------- | ---------------------- | ---------------------- | ---------------------- | ---------------------- | ---------------------- | ---------------------- | ---------------------- | ---------------------- | ---------------------- | ------------- | ------------------ | ------------------ | ------------------ | ------------------ | ------------------ | ------------------ | ------------------ |
| 1930 — 1994       | см. Югославия          | см. Югославия          | см. Югославия          | см. Югославия          | см. Югославия          | см. Югославия          | см. Югославия          | см. Югославия          | см. Югославия          | см. Югославия | см. Югославия      | см. Югославия      | см. Югославия      | см. Югославия      | см. Югославия      | см. Югославия      |                    |
|                   |                        |                        |                        |                        |                        |                        |                        |                        |                        |               |                    |                    |                    |                    |                    |                    |                    |
| 1998              | 3 место                | 3                      | 7                      | 5                      | 0                      | 2                      | 11                     | 5                      | Состав                 | 2/5*          | 10                 | 5                  | 4                  | 1                  | 20                 | 12                 |                    |
| 2002              | Групповой этап         | 23                     | 3                      | 1                      | 0                      | 2                      | 2                      | 3                      | Состав                 | 1/5           | 8                  | 5                  | 3                  | 0                  | 15                 | 2                  |                    |
| 2006              | Групповой этап         | 22                     | 3                      | 0                      | 2                      | 1                      | 2                      | 3                      | Состав                 | 2/6           | 10                 | 7                  | 3                  | 0                  | 21                 | 5                  |                    |
| 2010              | Не прошла квалификацию | Не прошла квалификацию | Не прошла квалификацию | Не прошла квалификацию | Не прошла квалификацию | Не прошла квалификацию | Не прошла квалификацию | Не прошла квалификацию | Не прошла квалификацию | 3/6           | 10                 | 6                  | 2                  | 2                  | 19                 | 13                 |                    |
| 2014              | Групповой этап         | 19                     | 3                      | 1                      | 0                      | 2                      | 6                      | 6                      | Состав                 | 2/6*          | 12                 | 6                  | 3                  | 3                  | 14                 | 9                  |                    |
| 2018              | 2 место                | 2                      | 7                      | 4                      | 2                      | 1                      | 14                     | 9                      | Состав                 | 2/6*          | 12                 | 7                  | 3                  | 2                  | 19                 | 5                  |                    |
| 2022              | 3 место                | 3                      | 7                      | 2                      | 4                      | 1                      | 8                      | 7                      | Состав                 | 1/6           | 10                 | 7                  | 2                  | 1                  | 21                 | 4                  |                    |
| Всего             | Лучший: 2 место        | Участие: 6/7           | 30                     | 13                     | 8                      | 9                      | 43                     | 33                     |                        |               | 72                 | 43                 | 20                 | 9                  | 129                | 51                 |                    |

* — выиграла в стыковых матчах.

### Чемпионаты Европы
| 1960 — 1992 | Часть Югославии       | Часть Югославии      | Часть Югославии      | Часть Югославии      | Часть Югославии      | Часть Югославии      | Часть Югославии      | Часть Югославии      | Часть Югославии      | Часть Югославии | Часть Югославии | Часть Югославии | Часть Югославии | Часть Югославии | Часть Югославии | Часть Югославии |
| 1996        | Четвертьфинал         | 7                    | 4                    | 2                    | 0                    | 2                    | 5                    | 5                    | Состав               | 1/6             | 10              | 7               | 2               | 1               | 22              | 5               |
| 2000        | Не квалифицировалась  | Не квалифицировалась | Не квалифицировалась | Не квалифицировалась | Не квалифицировалась | Не квалифицировалась | Не квалифицировалась | Не квалифицировалась | Не квалифицировалась | 3/5             | 8               | 4               | 3               | 1               | 13              | 9               |
| 2004        | Групповой этап        | 13                   | 3                    | 0                    | 2                    | 1                    | 4                    | 6                    | Состав               | 2/5*            | 10              | 6               | 2               | 2               | 14              | 5               |
| 2008        | Четвертьфинал         | 5                    | 4                    | 3                    | 1                    | 0                    | 5                    | 2                    | Состав               | 1/7             | 12              | 9               | 2               | 1               | 28              | 8               |
| 2012        | Групповой этап        | 10                   | 3                    | 1                    | 1                    | 1                    | 4                    | 3                    | Состав               | 2/6             | 12              | 8               | 2               | 2               | 21              | 7               |
| 2016        | 1/8 финала            | 9                    | 4                    | 2                    | 1                    | 1                    | 5                    | 4                    | Состав               | 2/6             | 10              | 6               | 3               | 1               | 20              | 5               |
| 2020        | 1/8 финала            | 13                   | 4                    | 1                    | 1                    | 2                    | 7                    | 8                    | Состав               | 1/5             | 8               | 5               | 2               | 1               | 17              | 7               |
| 2024        | Групповой этап        | 20                   | 3                    | 0                    | 2                    | 1                    | 3                    | 6                    | Состав               | 2/5             | 8               | 5               | 1               | 2               | 13              | 4               |
| Всего       | Лучший: Четвертьфинал | Участие: 7/8         | 25                   | 9                    | 8                    | 8                    | 33                   | 34                   | -                    | -               | 78              | 50              | 17              | 11              | 148             | 50              |

* — выиграла в стыковых матчах.

## Главные тренеры
- Дражан Еркович, 1990—1991
- Станко Поклепович, 1992—1993
- Влатко Маркович, 1993—1994
- Мирослав Блажевич, 1994—2000
- Мирко Йозич, 2000—2002
- Отто Барич, 2002—2004
- Златко Краньчар, 2004—2006
- Славен Билич, 2006—2012
- Игор Штимац, 2012—2013
- Нико Ковач, 2013—2015
- Анте Чачич, 2015—2017
- Златко Далич, 2017—н. в.

## Тренерский штаб
Главный тренер:
- Златко Далич

Ассистенты:
- Дражен Ладич
- Ведран Чорлука
- Марио Манджукич

Тренер вратарей:
- Марьян Мрмич

## Состав
Следующие игроки были вызваны в состав сборной главным тренером Златко Даличем для участия в матчах Лиги наций УЕФА 2024/2025 против сборной Франции (20 марта 2025 и 23 марта 2025).
Игры и голы приведены по состоянию на 23 марта 2025 года
|  | Вр  | Доминик Ливакович | 9 января 1995 (30 лет)    | 64  | 0  | Фенербахче         |  |  |
|  | Вр  | Ивица Ивушич      | 1 февраля 1995 (30 лет)   | 6   | 0  | Пафос              |  |  |
|  | Вр  | Доминик Котарски  | 10 февраля 2000 (25 лет)  | 2   | 0  | ПАОК               |  |  |
|  |     |                   |                           |     |    |                    |  |  |
|  | Защ | Йошко Гвардиол    | 23 января 2002 (23 года)  | 41  | 3  | Манчестер Сити     |  |  |
|  | Защ | Йосип Юранович    | 16 августа 1995 (29 лет)  | 39  | 0  | Унион Берлин       |  |  |
|  | Защ | Дуе Чалета-Цар    | 17 сентября 1996 (28 лет) | 31  | 1  | Олимпик Лион       |  |  |
|  | Защ | Борна Соса        | 21 января 1998 (27 лет)   | 26  | 2  | Торино             |  |  |
|  | Защ | Йосип Шутало      | 28 февраля 2000 (25 лет)  | 25  | 0  | Аякс Амстердам     |  |  |
|  | Защ | Йосип Станишич    | 2 апреля 2000 (25 лет)    | 22  | 0  | Бавария Мюнхен     |  |  |
|  | Защ | Марин Понграчич   | 11 сентября 1997 (27 лет) | 12  | 0  | Фиорентина         |  |  |
|  |     |                   |                           |     |    |                    |  |  |
|  | ПЗ  | Лука Модрич       | 9 сентября 1985 (39 лет)  | 186 | 27 | Реал Мадрид        |  |  |
|  | ПЗ  | Матео Ковачич     | 6 мая 1994 (31 год)       | 110 | 5  | Манчестер Сити     |  |  |
|  | ПЗ  | Марио Пашалич     | 9 февраля 1995 (30 лет)   | 74  | 10 | Аталанта           |  |  |
|  | ПЗ  | Никола Влашич     | 4 октября 1997 (27 лет)   | 58  | 8  | Торино             |  |  |
|  | ПЗ  | Мартин Батурина   | 16 февраля 2003 (22 года) | 11  | 1  | Динамо Загреб      |  |  |
|  | ПЗ  | Кристиян Якич     | 14 мая 1997 (28 лет)      | 10  | 0  | Аугсбург           |  |  |
|  | ПЗ  | Петар Сучич       | 25 октября 2003 (21 год)  | 7   | 1  | Динамо Загреб      |  |  |
|  | ПЗ  | Никола Моро       | 12 марта 1998 (27 лет)    | 3   | 0  | Болонья            |  |  |
|  | ПЗ  | Тони Фрук         | 9 марта 2001 (24 года)    | 0   | 0  | Риека              |  |  |
|  |     |                   |                           |     |    |                    |  |  |
|  | Нап | Иван Перишич      | 2 февраля 1989 (36 лет)   | 142 | 34 | ПСВ Эйндховен      |  |  |
|  | Нап | Андрей Крамарич   | 19 июня 1991 (34 года)    | 104 | 30 | Хоффенхайм         |  |  |
|  | Нап | Анте Будимир      | 22 июля 1991 (34 года)    | 30  | 4  | Осасуна            |  |  |
|  | Нап | Франьо Иванович   | 1 октября 2003 (21 год)   | 2   | 0  | Юнион Сент-Жиллуаз |  |  |

## Форма

### Домашняя
| 1990    | Евро-1996 | ЧМ-1998 | ЧМ-2002   | Евро-2004 | ЧМ-2006 | Евро-2008 | 2010—2012 | Евро-2012 | ЧМ-2014 | Евро-2016 |
| ЧМ-2018 | Евро-2020 | ЧМ-2022 | Евро-2024 |           |         |           |           |           |         |           |

### Гостевая
| 1940    | Евро-1996 | ЧМ-1998 | ЧМ-2002   | Евро-2004 | ЧМ-2006 | Евро-2008 | 2010—2012 | Евро-2012 | ЧМ-2014 | Евро-2016 |
| ЧМ-2018 | Евро-2020 | ЧМ-2022 | Евро-2024 |           |         |           |           |           |         |           |

## Рекордсмены сборной
Жирным выделены игроки, продолжающие своё выступление за сборную Хорватии.

### По количеству матчей
| Место | Игрок           | Игры | Голы | Карьера    |
| ----- | --------------- | ---- | ---- | ---------- |
| 1     | Лука Модрич     | 188  | 28   | 2006—н. в. |
| 2     | Иван Перишич    | 144  | 36   | 2011—н. в. |
| 3     | Дарио Срна      | 134  | 22   | 2002—2016  |
| 4     | Стипе Плетикоса | 114  | 0    | 1999—2014  |
| 5     | Матео Ковачич   | 110  | 5    | 2013—н. в. |
| 6     | Андрей Крамарич | 106  | 34   | 2014—н. в. |
| 6     | Иван Ракитич    | 106  | 15   | 2007—2021  |
| 8     | Домагой Вида    | 105  | 4    | 2010—2024  |
| 8     | Йосип Шимунич   | 105  | 3    | 2001—2013  |
| 10    | Ивица Олич      | 104  | 20   | 2002—2015  |

### По количеству забитых мячей
| Место | Игрок            | Голы | Игры | В ср. | Карьера    |
| ----- | ---------------- | ---- | ---- | ----- | ---------- |
| 1     | Давор Шукер      | 45   | 69   | 0.65  | 1991—2002  |
| 2     | Иван Перишич     | 36   | 144  | 0.25  | 2011—н. в. |
| 3     | Андрей Крамарич  | 34   | 106  | 0.32  | 2014—н. в. |
| 4     | Марио Манджукич  | 33   | 89   | 0.37  | 2007—2018  |
| 5     | Эдуардо да Силва | 29   | 64   | 0.45  | 2004—2014  |
| 6     | Лука Модрич      | 28   | 188  | 0.15  | 2006—н. в. |
| 7     | Дарио Срна       | 22   | 134  | 0.16  | 2002—2016  |
| 8     | Ивица Олич       | 20   | 104  | 0.19  | 2002—2015  |
| 9     | Нико Кранчар     | 16   | 81   | 0.2   | 2004—2013  |
| 10    | Никола Калинич   | 15   | 42   | 0.36  | 2008—2018  |
| 10    | Горан Влаович    | 15   | 51   | 0.29  | 1992—2002  |
| 10    | Иван Ракитич     | 15   | 106  | 0.14  | 2007—2021  |

### По количеству сухих матчей (вратари)
| Место | Игрок             | Сухие матчи | Игры | В ср. | Карьера    |
| ----- | ----------------- | ----------- | ---- | ----- | ---------- |
| 1     | Стипе Плетикоса   | 54          | 114  | 0.47  | 1999—2014  |
| 2     | Дражен Ладич      | 26          | 59   | 0.44  | 1990—2000  |
| 3     | Даниел Субашич    | 24          | 44   | 0.55  | 2009—2018  |
| 4     | Доминик Ливакович | 22          | 66   | 0.33  | 2017—н. в. |
| 5     | Томислав Бутина   | 15          | 28   | 0.54  | 2001—2006  |
| 6     | Ведран Рунье      | 9           | 22   | 0.41  | 2006—2011  |
| 7     | Тончи Габрич      | 5           | 9    | 0.56  | 1990—1997  |
| 7     | Марьян Мрмич      | 5           | 13   | 0.38  | 1995—1999  |
| 9     | Ловре Калинич     | 4           | 19   | 0.21  | 2014—2022  |
| 9     | Ивица Ивушич      | 4           | 6    | 0.67  | 2021—н. в. |
| 10    | Иван Варгич       | 3           | 3    | 1     | 2014—2016  |
| 10    | Джоуи Дидулица    | 3           | 4    | 0.75  | 2004—2006  |